# Necremnus breviramulus
Necremnus breviramulus är en stekelart som beskrevs av Charles Joseph Gahan 1941. Necremnus breviramulus ingår i släktet Necremnus och familjen finglanssteklar. Inga underarter finns listade i Catalogue of Life.